# Morris Fuller Benton

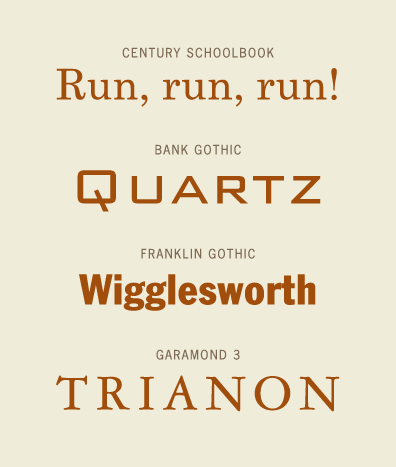
Voorbeelden van lettertypen ontworpen door Morris Fuller Benton

Morris Fuller Benton (Milwaukee, 30 november 1872 - Morristown, 30 juni 1948) was een Amerikaans grafisch vormgever en letterontwerper.
Na zijn opleiding als mechanicus en engineer ging Benton werken bij de American Type Founders (ATF) als letterontwerper en grafisch ontwerper. Van 1900 tot 1937 was hij de hoofdontwerper van de ATF. 

## Lettertypen
Benton creëerde meer dan 200 tekensets, sommige als uitbreidingen op bestaande lettertypefamilies, die allemaal gepubliceerd zijn door ATF, waaronder;
- Century roman (met Theodor Low de Vinne, 1885)
- Mariage (1901)
- Alternate Gothic (1903)
- Franklin Gothic (1903–12)
- Cheltenham (1904)
- Clearface (1907)
- News Gothic (1908)
- Bodoni (1909)
- Hobo (1910)
- Cloister Oldstyle (1913)
- Souvenir (1914)
- Garamond (met T. M. Cleveland, 1914)
- Goudy bold (1916)
- Century Schoolbook (1919)
- Civilité (1922)
- Broadway (1928)
- Bulmer (1928)
- Bank Gothic (1930)
- Stymie (met S. Hess ed G. Powell, 1931)
- American Text (1932)